# Curtis Peaks
I Curtis Peaks formano un piccolo gruppo di picchi rocciosi antartici, che sormonta l'estremità di una dorsale montuosa che si estende verso est dal Monte Hall, nel Lillie Range, catena montuosa che fa parte dei Monti della Regina Maud, in Antartide.

## Storia
Furono scoperti e fotografati dal gruppo statunitense di esplorazione della Barriera di Ross (1957-58) guidato da Albert P. Crary (1911–1987) e denominati in onore del capitano di corvetta Roy E. Curtis (1915-1998), della U.S. Navy, pilota della squadriglia VX-6 che aveva partecipato in ripetute occasioni all'Operazione Deep Freeze.